# 冕寧趙家院子
冕寧趙家院子位於四川省冕寧縣城關，是一座三重廳堂四合院，始建於光緒27年。1935年5月，紅一方面軍進入冕寧縣城。紅軍佔領縣城東街趙銳侯的該處四合院為總司令部。在冕寧期間，毛澤東在紅軍總司令部駐地趙家院子的前廳右廂房與彝族代表果基達涅會談。1980年7月7日列為四川省重新確定公布的第一批省級文物保護單位。